# Ponggok (Pacitan)
Ponggok is een bestuurslaag in het regentschap Pacitan van de provincie Oost-Java, Indonesië. Ponggok telt 1759 inwoners (volkstelling 2010).